# Ernst Kaufmann (Regisseur)

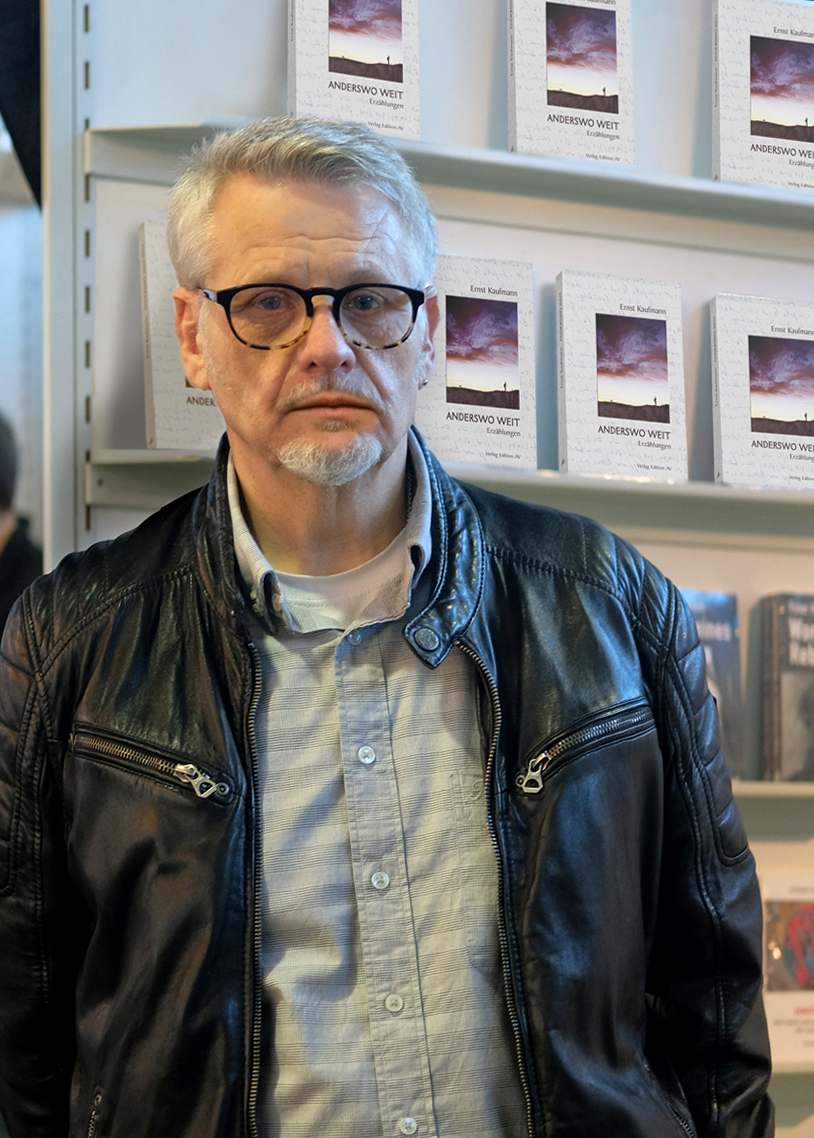
Ernst Kaufmann – Frankfurter Buchmesse 2021

Ernst Kaufmann (* 23. September 1954 in Wien) ist ein österreichischer Film- und Theaterregisseur und Autor.

## Leben
Ernst Kaufmann entstammt einer Künstlerfamilie und ist der Neffe des bekannten Komponisten Bruno Granichstaedten. Diesen familiären Wurzeln folgend, studierte er zunächst Musik und Regie in Wien und München.
Nach seinem ersten Regieerfolg mit dem Stück Endstation Zuchthaus von Jack Unterweger, im Studio des Volkstheaters in Wien, folgten zehn Jahre intensiver Theaterarbeit. In dieser Zeit, entwickelte er neben den Inszenierungen auch zwei Performance-Projekte, die er selbst produzierte. Seine Arbeiten wurden an vielen Avantgarde-Bühnen gezeigt, wie im Quartier Latin in Berlin, in der Brotfabrik in Bonn im Schlachthof in Wels oder im Wiener Metropol sowie bei einigen Festivals, wie z. B. dem Heftigen Herbst der Wiener Festwochen. Seine Regiearbeiten wurden durch die Stadt Wien und das Bundesministerium für Unterricht und Kunst prämiert.
Im Jahr 1986 begann seine Tätigkeit beim Film, als Drehbuchautor und Regisseur für Dokumentarfilme in Kanada, Mexiko, Brasilien und Nigeria. Während eines längeren Aufenthaltes in Kanada, folgte 1994 die Gründung der eigenen Independent-Produktion Trax Entertainment. Bis heute schrieb und inszenierte er mehr als vierzig Filme, der Schwerpunkt seiner Arbeiten liegt auf Dokumentationen und Kurzfilmen.
Als Autor schreibt Ernst Kaufmann Erzählungen, Kriminalromane, Kochbücher und Romanbiografien. Im Bereich Drehbuch bearbeitet er vor allem Literaturstoffe (z. B. Malte Laurids Brigge nach Rainer Maria Rilke oder King Lear nach Shakespeare) und schreibt Filmporträts.
Ernst Kaufmann lebt und arbeitet in Wien.

## Filmografie (Auswahl)
- 2019: The Big Jump (Kino-Dokumentation, 80 Min., Verleih: Kinostar)
- 2013: Zeit der Sagen (TV-Dokumentation, 25 Min., BR-Alpha)
- 2010: Requiem for Rose (Drama, Kurzfilm, 10 Min.)
- 2009: Zeitenwende – Prähistorische Siedlungen im Wienerwald (TV-Dokumentation, 45 Min., BR-Alpha)
- 2008: Searching (Experimentalfilm, 6 Min.)
- 2006: Dietmar Schönherr – Gefällt Euch, was ihr wollt? (TV-Porträt, 45 Min., ORF, 3-Sat, Phoenix)
- 2005: Zündstoff Fußball – Das Wiener Derby (TV-Dokumentation, 70 Min., Premiere Austria)
- 2004: Der letzte Minoer (Dokumentarfilm, 50 Min., Kino Ebensee)
- 2003: Weihrauch und Fetzng'wand – Brauchtum in Ebensee (TV-Dokumentation, 35 Min., BR-Alpha)
- 2002: Felix Mitterer (TV-Porträt, 45 Min., ORF, 3-Sat, BR-Alpha)
- 2001: Home Run (Comedy, Fernsehfilm, 80 Min.)
- 2001: Kein schöner Land – Theater und NS-Regime (TV-Dokumentation, 45 Min., BR-Alpha)
- 1997: Nine Mens Morris (Drama, Kurzfilm, 20 Min.)
- 1996: Climatic Alliance – Resistance of Brazilian Indians (Kurzdoku, 20 Min.)
- 1995: My little America (Road Movie, Kurzfilm, 10 Min.)
- 1994: Algoma – A Piece of Nature (Kurzdoku, 12 Min.)

## Theater (Auswahl)
- Die Emigranten von Sławomir Mrożek (Stadttheater Bruneck)
- Endstation Zuchthaus von Jack Unterweger (VT-Studio, Wien / Brotfabrik, Bonn / Kleines Theater, Salzburg)
- Die Nacht der Mörder  von José Triana (Tabu-Theater-Festival, Wien / Quartier Latin, Berlin / Schlachthof, Wels)
- Meret Oppenheim von Ernst Kaufmann (Wiener Festwochen – MUMOK, Wien)
- L’Oeuf von Félicien Marceau (Musisches Zentrum, Wien)
- Boeing, Boeing von Marc Camoletti (Wiener Metropol)
- Die Reichsgründer von Boris Vian (Salzburger Festspiele – Petersbrunnhof, Salzburg)
- Die Dreigroschenoper von Bert Brecht (Ensemble Theater Wien)
- Othellerl, der Mohr von Wien von Adolph Müller (Wiener Kammeroper)
- Wiener Blut von Johann Strauss (Kammeroper, Wien)
- Salon Pitzelberger von Jacques Offenbach (Wiener Kammeroper)
- Hello Dolly von Jerry Hermann (Festspiele Schloss Rothmühle, Rannersdorf)
- Maria Magdalena von Franz Xaver Krötz (3-Länder-Tournee A, D, I)
- Boccacio von Franz von Suppè (Wiener Festwochen – Straßentheater, Wien)

## Literarische Arbeiten
Belletristik:
- Vom Rand der Vernunft – Erzählungen, Brot und Spiele Verlag, Wien 2023, ISBN 978-3-9034-0620-9
- Bleiche Erben – Inspektor Ruprecht und die Schönheit, Verlag Anton Pustet, Salzburg 2023, ISBN 978-3-7025-1088-6
- Blanke Gier – Inspektor Ruprecht und die Kunst, Verlag Anton Pustet, Salzburg 2022, ISBN 978-3-7025-1070-1
- ANDERSWO WEIT – Erzählungen, Verlag Edition AV, Bodenburg 2021, ISBN 978-3-86841-262-8
- Ich bin vielleicht verrückt, aber nicht blöd! (gemeinsam mit Arnold Rubel) – Geschichten aus der Psychiatrie, Verlag Schwarzkopf & Schwarzkopf, Berlin 2015, ISBN 978-3-86265-495-6
- Himmlisch Pikant – Geheimes aus der Klosterküche – Kochbuch, Verlag Anton Pustet, Salzburg 2014, ISBN 978-3-7025-0765-7
- Wiener Herz am Sternenbanner – Biografie Bruno Granichstaedten, Verlag Edition AV, Lich 2014, ISBN 978-3-86841-096-9
- Sündig Süß – Geheimes aus der Klosterküche – Kochbuch, Verlag Anton Pustet, Salzburg 2013, ISBN 978-3-7025-0720-6

Drehbücher:
- Vater Unser (Spielfilm) – Drama eines Vater-Sohn-Konflikts
- Lear (Spielfilm) – Zeitgemäße Adaption nach William Shakespeare
- Die Reisen des Brigge (Spielfilm) – Nach den Aufzeichnungen von Rainer Maria Rilke
- Home Run (Spielfilm) – Komödie um drei junge Schauspieler
- Siberia (Spielfilm) – Nach dem Bühnenstück von Felix Mitterer
- Das Carmen-Syndrom (Spielfilm) – Kriminalkomödie
- Nine Men's Morris (Kurzfilm) – Nach einem alten japanischen Nò-Theater
- Requiem for Rose (Kurzfilm) – Drama nach einer wahren Begebenheit
- Und weinten die gleichen Tränen (Spieldokumentation) – Inquisition und Machtmissbrauch
- Granichstaedten (Dokumentarfilm) – Lebensweg des berühmten jüdischen Komponisten
- Götter-Krieger-Kulturen (Dokumentarfilm – 3-teilig) – Archaische Siedlungen um Wien
- außerdem Recherche und Konzeption von TV-Dokumentationen

Theaterstücke:
- Alle Wege führen nach Rom (Satire)
- Der Heimkehrer (Komödie)
- Meret Oppenheim (Biografische Performance)
- Die Nacht der Mörder (Performance nach Josè Triana)
- Marionett (Performance)
- außerdem Stückbearbeitungen und dramaturgische Einrichtungen

## Festivalteilnahmen und Preise
- 'Unimovie' (International Section) / Pescara, Italien / 'Nine Mens Morris'
- 'Cortometraggio' – Int. Shortfilm Festival (Filmmarket) / Imola/Bologna, Italien / 'Nine Mens Morris'
- ‘Internat. Shortfilmfestival’ / Innsbruck, Österr. / 'My little America' – Silver award für beste Regie
- 'Nightwave' – Shortfilm Show / Rimini, Italien / 'My little America'
- 'Cortometraggio' – Int. Shortfilm Festival (Main Selection) / Imola/Bologna, Italien / 'My little America'
- 'Tabu-Theater-Festival' / Wien, Österr. / Theater-Performance 'Die Nacht der Mörder'
- Festival 'Heftiger Herbst' / Wien, Österr. / Theater-Performance 'Meret Oppenheim'
- 'Förderpreis' der Wien-Kultur
- 'Anerkennungspreis' des BM für Unterricht und Kunst / Inszenierung 'Endstation Zuchthaus'
- 'Arbeitsstipendium' des BM für Unterricht und Kunst / Granichstaedten Biografie, Recherche in Amerika
- 'Ankaufsförderung' der Wien-Kultur, Ref. Wissenschafts- und Forschungsförderung / 'Wiener Herz am Sternenbanner'